# 2008 au Yémen
Cet article présente les faits marquants de l'année 2008 au Yémen.

## Évènements
- Dimanche 30 mars 2008 : Le Fonds arabe pour le développement économique et social (FADES) a accordé au Yémen trois prêts d'un montant total de 234 millions $ pour la modernisation de l'aéroport de Sanaa (160 M$), un projet d'infrastructure routière (37 M$) et un projet de rénovation des réseaux d'eau potable et d'égouts à Aden (37 M$).

- Vendredi 18 avril 2008 : Une enfant de huit ans, mariée de force à un homme de trente ans, vient d'obtenir le divorce. Il s'agit d'une première dans le pays, où de nombreuses fillettes sont mariées bien avant l'âge minimal officiel de 15 ans, souvent dès 8 ou même 6 ans dans certaines régions. Selon l'association Terre des femmes : « En obtenant le divorce, elle a entamé l'honneur de sa famille : il n'est pas impossible qu'on essaie de la marier à nouveau, ou même qu'on la tue … Maintenant, elle devra se cacher, car tous les membres de sa famille seront incités à se venger »[1].

- Mercredi 30 avril 2008 : Deux coups de mortiers sont tirés contre l'ambassade d'Italie à Sanaa. L'attentat est revendiqué par al-Qaïda en réaction contre la nomination possible de Roberto Calderoli (Ligue du Nord), un populiste antimusulman, à un poste ministériel dans le nouveau gouvernement italien.

- Vendredi 2 mai 2008 : Un attentat à la voiture piégée a eu lieu, contre une mosquée de la ville de Saada au nord-ouest du pays, causant la mort d'au moins 13 personnes et faisant 45 blessés. La région est le théâtre d'une rébellion zaïdite (chiite) depuis 2004 qui a fait plusieurs milliers de morts dans une population majoritairement sunnite. De fait, l'attentat aurait visé l'imam de la mosquée, un officier de l'armée, adhérant à une tendance rigoriste de l'islam.

- Vendredi 30 mai 2008 : Un terroriste a ouvert le feu contre les fidèles d'une mosquée chiite au nord du pays tuant 8 personnes et en blessant plusieurs dizaines avant d'être neutralisé.

- Jeudi 5 juin 2008 : Le ministère de l'Intérieur annonce l'arrestation de plusieurs activistes membres d'Al-Qaïda dans le sud et le centre du pays dont un « membre dangereux » détenteur d'un passeport asiatique.

- Mercredi 26 novembre 2008 : Libération de l'ancien chauffeur yéménite d'Oussama ben Laden qui vient de passer sept ans dans les geôles du centre de détention sur la base américaine de Guantánamo à Cuba.

- Jeudi 27 novembre 2008 : Un attentat à la bombe contre un minibus fait trois morts et quatre blessés dans une station de transport public à Sanaa.

- Dimanche 14 décembre 2008 : Trois ressortissants allemands, dont un expert travaillant pour l'ONU, sont enlevés et emmenés dans une région montagneuse à 60 km de Sanaa par leurs ravisseurs.

- Vendredi 19 décembre 2008 : Libération des trois otages allemands.